# Port lotniczy Santa Maria (Sergipe)
Port lotniczy Santa Maria (Sergipe) (IATA: AJU, ICAO: SBAR) – port lotniczy położony w Aracaju, w stanie Sergipe, w Brazylii.